# Statthalterschaft Archangelsk
Die Statthalterschaft Archangelsk (russisch Арха́нгельское наме́стничество, transkribiert Archangelskoje namestnitschestwo, wiss. Transliteration Archangel'skoe namestničestvo) war eine Verwaltungseinheit im Nordosten des Russischen Kaiserreiches, die von 1784 bis 1796 bestand.

## Geschichte
Die Statthalterschaft Archangelsk ging aus der Oblast Archangelsk hervor, die von 1780 bis 1784 Teil der Statthalterschaft Wologda war. Durch einen Ukas Katharinas der Großen am 15. Märzjul. / 26. März 1784greg. wurde die Oblast Archangelsk als eigenständige Verwaltungseinheit von der Statthalterschaft Wologda abgespalten und zur Statthalterschaft Archangelsk. Administrativ war die Statthalterschaft, wie die zuvor bestehende Oblast Archangelsk, in sieben Ujesde aufgeteilt.
Die Statthalterschaft Archangelsk wurde am 1. Dezemberjul. / 12. Dezember 1796greg. durch einen Ukas Pauls des Ersten zum Gouvernement Archangelsk umgebildet.

## Verwaltungsgliederung
Die folgende Tabelle zeigt die Verwaltungsgliederung der Statthalterschaft Archangelsk im Jahr 1784.
| Ujesdy             | Administratives Zentrum des Ujesd |
| ------------------ | --------------------------------- |
| Archangelski ujesd | Archangelsk                       |
| Cholmogorski ujesd | Cholmogory                        |
| Kolski ujesd       | Kola                              |
| Mesenski ujesd     | Mesen                             |
| Oneschski ujesd    | Onega                             |
| Pineschski ujesd   | Pinega                            |
| Schenkurski ujesd  | Schenkursk                        |

## Statthalter und General-Gouverneure
Die Statthalterschaft wurde durch einen Statthalter, den so genannten Namestnik (russisch наме́стник), verwaltet und durch einen General-Gouverneur kontrolliert.

### Statthalter
- Iwan Romanowitsch Liwen (1784–1796)
- Iwan Iljitsch Grewens (1796)

### General-Gouverneure
- Timofei Iwanowitsch Tutolmin (1784–1793)
- Pjotr Petrowitsch Konownizyn (1793–1796)
- Iwan Romanowitsch Liwen (1796)